# روبرت غرانت (سياسي أمريكي)
روبرت غرانت (بالإنجليزية: Robert Grant)‏ هو سياسي أمريكي، ولد في 28 نوفمبر 1948 في كلوفيس في الولايات المتحدة، وتوفي في 9 ديسمبر 2015 في جوبلن في الولايات المتحدة. حزبياً، نشط في الحزب الديمقراطي. وقد انتخب عضو مجلس نواب كنساس.